# Raionul Krasnohvardiiske, Crimeea
Krasnohvardiiske (în ucraineană Красногвардійський район, transliterat: Krasnohvardiiskîi raion) este un raion în Republica Autonomă Crimeea, Ucraina. Reședința sa este așezarea de tip urban Krasnohvardiiske.

## Demografie
Componența lingvistică a raionului Krasnohvardiiske
     Rusă (69,42%)
     Tătară crimeeană (15,43%)
     Ucraineană (11,94%)
     Alte limbi (0,64%)
Conform recensământului din 2001, majoritatea populației raionului Krasnohvardiiske era vorbitoare de rusă (69,42%), existând în minoritate și vorbitori de tătară crimeeană (15,43%) și ucraineană (11,94%).